# Tøndering
Tøndering er en lille by i Nordsalling mellem Roslev og Durup,der bor kun nogle få hundrede indbyggere, som hovedsageligt er gårde og landsteder i oplandet til byen. Byen er vel nok mest kendt for bokseklubben BK-Nordsalling og Sallingsund BMX.
56°44′25.15″N 8°58′39.94″Ø / 56.7403194°N 8.9777611°Ø